# U-136
Unterseeboot 136 foi um submarino alemão do Tipo VIIC, pertencente a Kriegsmarine que atuou durante a Segunda Guerra Mundial.

## Comandantes
| Comandante                 | Data                                       |
| -------------------------- | ------------------------------------------ |
| Kptlt. Heinrich Zimmermann | 30 de agosto de 1941 - 11 de julho de 1942 |

## Subordinação
Durante o seu tempo de serviço, esteve subordinado às seguintes flotilhas:
| Período                                       | Flotilha                                  |
| --------------------------------------------- | ----------------------------------------- |
| 30 de agosto de 1941 - 31 de dezembro de 1941 | 6. Unterseebootsflottille (treinamento)   |
| 1 de janeiro de 1942 - 11 de julho de 1942    | 6. Unterseebootsflottille (serviço ativo) |

## Operações conjuntas de ataque
O U-136 participou das seguinte operações de ataque combinado durante a sua carreira:
- Rudeltaktik Schlei (1 de fevereiro de 1942 - 12 de fevereiro de 1942)
- Rudeltaktik Hai (3 de julho de 1942 - 11 de julho de 1942)